# Eparchia Piana degli Albanesi
Eparchia Piana degli Albanesi – jedna z dwóch eparchii Kościoła katolickiego obrządku bizantyjsko-włoskiego, z siedzibą w Piana degli Albanesi. Terytorium eparchii składa się z czterech oddzielonych od siebie fragmentów, pomiędzy którymi znajdują się obszary należące do diecezji rzymskokatolickich. Wszystkie cztery są położone w zachodniej części Sycylii. Została erygowana w 26 października 1937 jako diecezja, 25 października 1941 otrzymała tytuł eparchii i obecną nazwę. Podlega bezpośrednio Stolicy Apostolskiej. 

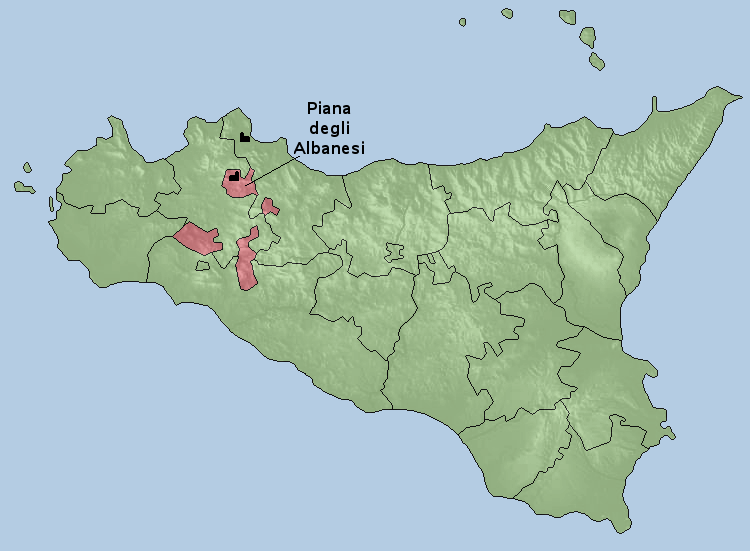
Mapa Sycylii z podziałem na kościelne jednostki administracyjne. Terytorium eparchii zaznaczono na czerwono.